# Вавилон (Алтайский край)
Вавилон — село в Алейском районе Алтайского края России. Административный центр Фрунзенского сельсовета.

## География
Посёлок находится в центральной части края, у реки Алей, вблизи впадения в неё притока Пантюшевка.
Климат резко континентальный. Средняя температура января −17,6 °C, июля — +20 °C. Годовое количество осадков — 440 мм.

## История
Основан в 1920 году.
В 1928 году выселок Вавилонский состоял из 118 хозяйств. Центр Вавилонского сельсовета Алейского района Барнаульского округа Сибирского края.

## Население
| 1926 | 1997 | 1998 | 1999 | 2000 | 2001 | 2002 | 2003 | 2004 |
| ---- | ---- | ---- | ---- | ---- | ---- | ---- | ---- | ---- |
| 603  | ↗707 | ↘687 | ↗704 | ↗751 | ↗775 | ↗816 | ↘720 | ↗738 |
| 2005 | 2006 | 2007 | 2008 | 2009 | 2010 | 2011 | 2012 | 2013 |
| ↘721 | ↗725 | ↘719 | ↘717 | ↘693 | ↘607 | ↘600 | ↘584 | ↘561 |

Национальный состав
В 1928 году основное население — русские.
Согласно результатам переписи 2002 года, в национальной структуре населения русские составляли 96 % от 710 жителей.

## Инфраструктура
МБОУ Вавилонская средняя общеобразовательная школа.
Экономика
Основное направление — сельское хозяйство.

## Транспорт
Село доступно автодорогой общего пользования межмуниципального значения «подъезд к с. Вавилон» (идентификационный номер 01 ОП МЗ 01Н-0117) протяжённостью 4,200 км.